# Pilophoneus
Pilophoneus is een vliegengeslacht uit de familie van de roofvliegen (Asilidae).

## Soorten
- P. krugeri (Oldroyd, 1974)